# Jur nad Hronom
Jur nad Hronom és un poble i municipi d'Eslovàquia que es troba a la regió de Nitra, al sud-oest del país.
La primera menció escrita de la vila es remunta al 1276.

## Demografia
| Godina             | 1994 | 2004   | 2014   | 2024   |
| ------------------ | ---- | ------ | ------ | ------ |
| Nombre de persones | 939  | 944    | 954    | 984    |
| Diferència         |      | +0,53% | +1,05% | +3,14% |

| Godina             | 2023 | 2024   |
| ------------------ | ---- | ------ |
| Nombre de persones | 985  | 984    |
| Diferència         |      | −0,10% |